# Myopathie mitochondriale
 Mise en garde médicale
Les myopathies mitochondriales sont l'une des nombreuses formes des maladies mitochondriales ; ce sont celles des myopathies qui sont systématiquement associées à une  maladie mitochondriale. Elles forment le groupe le plus courant des troubles métaboliques observés chez l'homme (leur prévalence est vers 2015 estimée à environ 1 cas sur 4300 personnes, quand on prend en compte toutes les mutations pathogènes de l'ADN mitochondrial (ADNmt) et de l'ADN nucléaire (ADNn). Ces myopathies mitochondriales dites primaires (MMP) sont définies comme étant des désordres génétiquement induits menant à des défauts de phosphorylation oxydative affectant principalement le muscle squelettique, mais pas uniquement. Il existe aussi des formes environnementales de myopathies mitochondriales, dites « secondaires ».
La myopathie est parfois la seule caractéristique clinique d'une maladie mitochondriale, mais en général elle est associée à d'autres manifestations « chiffons rouges mitochondriaux » telles que le diabète, la perte auditive neurosensorielle, l'atrophie optique, une neuropathie périphérique, une cardiomyopathie, une néphropathie, une hépatopathie, un accident vasculaire cérébral ou encore des convulsions, une ataxie, des retards de croissance et/ou intellectuels voire la démence.
Quand ils sont d'origine génétique les symptômes sont parfois présent in utero ou détecté dès la naissance (hypotonie associée à une faiblesse musculaire) ou ils apparaissent plus tardivement dans l'enfance ou à l'âge adulte. 
On distingue plusieurs sous-catégories de myopathies mitochondriales et des formes plus ou moins handicapantes. Elles sont souvent difficiles à diagnostiquer.

## Causes et éventuels co-facteurs génétiques
Cette famille de maladies a d’abord été considérée comme héréditaire et d’origine  maternelle (héritage non-mendélien), mais on sait maintenant que certaines délétions d'ADN nucléaire causent aussi une myopathie mitochondriale ; ex: délétion du gène OPA1. 
Des causes iatrogènes (médicamenteuses) et toxiques (myopathies toxiques sont également aujourd'hui connues,.

## Diagnostic
Souvent difficile, il peut être précisé par une biopsie du muscle squelettique et à fin d'études histologiques, enzymatiques (déficit de l'activité de la NADH déshydrogénase ; complexe I de la chaine respiratoire dans le muscle), histochimiques et ultrastructurales, (qui montrent souvent de nombreux agrégats de mitochondries pathologiques  (au microscopie électronique) . Les tissus musculaires des patients atteints de ces maladies présentent généralement des fibres musculaires rouges «déchiquetées». Ces fibres rouges irrégulières contiennent de légères accumulations de glycogène et de lipides neutres ; elles peuvent montrer une réactivité accrue à la succinate déshydrogénase et une réactivité diminuée pour la cytochrome c oxydase. 

## Signes et symptômes
Ils incluent (pour chacun des syndromes suivants) : 
- Cas associés à un Syndrome MELAS (qui est une maladie mitochondriale débutant typiquement dans l'enfance, se manifestant essentiellement par un syndrome neurologique. L'acronyme « MELAS » est l'abréviation de l'anglais « mitochondrial encephalopathy with lactic acidosis and stroke-like episodes » (ce qui peut-être traduit par encéphalopathie mitrochondriale, acidose lactique et épisodes déficitaires neurologiques, souvent dit « MELAS ») 
  - Différents degrés de déficience cognitive voire de démence
  - Acidose lactique (taux de lactates et pyruvates anormalement élevés)
  - Accident vasculaire cérébral
  - Accident ischémique transitoire
  - Perte auditive
  - Perte de poids.

- Cas associé à une épilepsie myoclonique associée a la myopathie des fibres rouges en haillons (MERRF)
  - Épilepsie myoclonique juvénile, progressive
  - Présence d'amas de mitochondries pathologiques s'accumulant dans les fibres musculaires, donnant l'apparence de «fibres rouges irrégulières» dans le muscle quand l'échantillon de biopsie du muscle est coloré avec coloration au trichrome de Gömöri. Les mitochondries de ces patients sont fusionnées ou mal fermées ou trop allongées ou présentent des ultrastructures aberrantes des crêtes mitochondriales (par rapport aux témoins). Ces malformations correspondent à des dysfonctionnements parfois graves[7] de la chaine respiratoire[8].
  - Petite taille.

- Cas associés à un Syndrome de Kearns-Sayre (KSS, une maladie neuromusculaire induite par des délétions de l'ADN mitochondrial : de 1,3 à 8 kilobases, souvent 5 kb). Ces délétions sont très souvent sporadiques, et donc hétéroplasmiques). 
  - Ophtalmoplégie externe
  - défauts de conduction cardiaque
  - Perte auditive neurosensorielle et/ou ophtalmoplégie externe progressive chronique (CPEO)
  - Ophtalmoparésie progressive
  - et autre symptômes se chevauchant avec ceux d'autres myopathies mitochondriales.

## Recherche médicale
En 2017 un atelier international de consensus a été consacré aux éléments à retenir pour les études relatives aux myopathies mitochondriales de l'enfant et de l'adulte.

## Précautions à prendre en cas d'anesthésie
- Le patient peut présenter une sensibilité accrue à des dérivés myorelaxants inhibiteurs neuromusculaires non-dépolarisants (à action intermédiaire) comme le rocuronium (dérivé du curare) et l'atracurium ; en cas d'anesthésie nécessaire pour ces patients, le dosage de relaxants musculaires devrait être réduit et une surveillance adéquate du bloc neuromusculaire est à prévoir[9],[10],[11]. Une sensibilité anormale au rocuronium et à l’atracurium chez un sujet en bonne santé apparente devrait impliquer des examens neurologiques complémentaires.